# Matsumaezuke

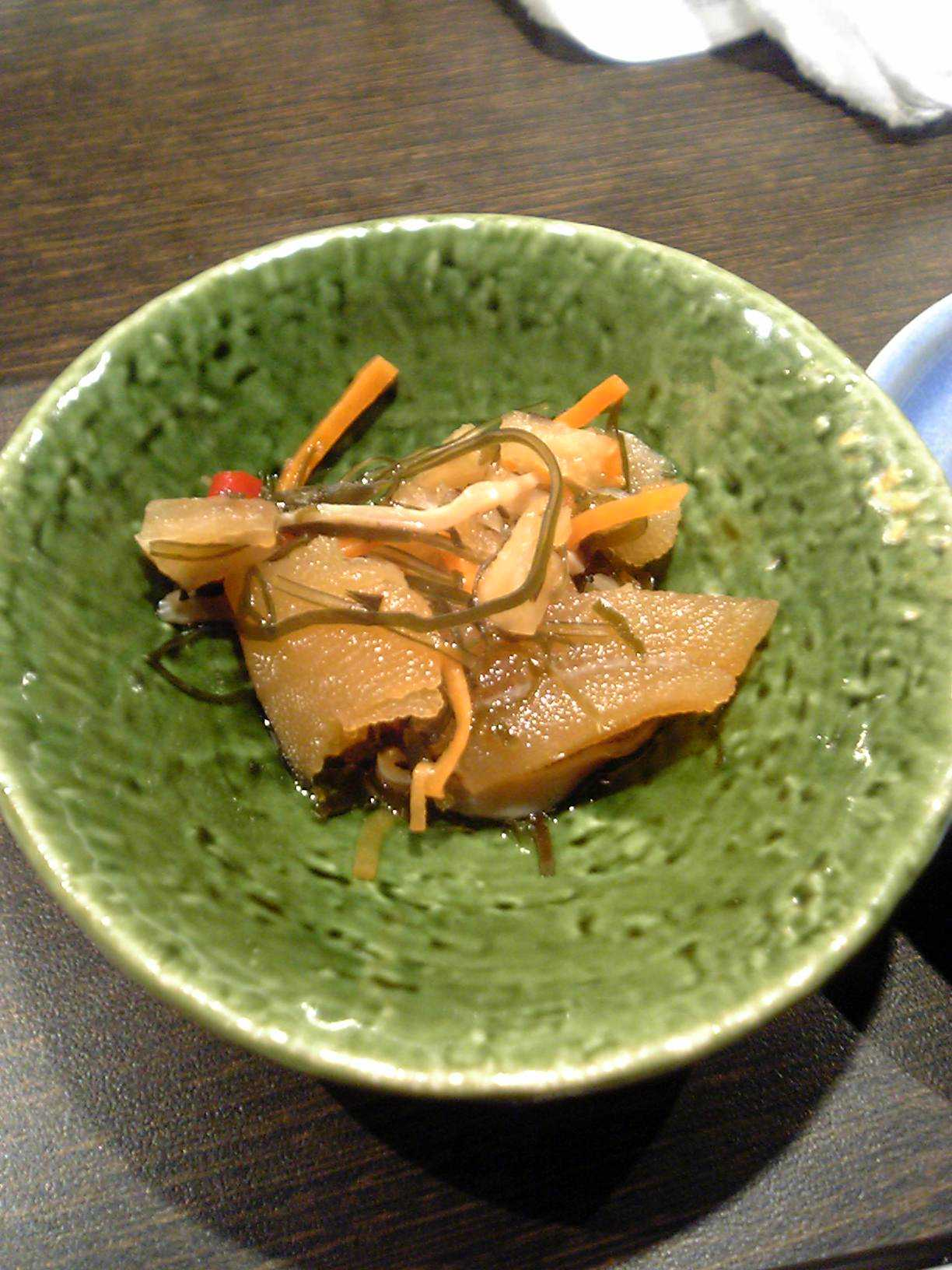
Matsumaezuke

Matsumaezuke (jap. 松前漬け) ist ein eingelegtes Gericht der japanischen Küche aus dem Gebiet Matsumae der Insel Hokkaidō.
Es wird aus frischen Zutaten von Hokkaido hergestellt. Surume (getrockneter Tintenfisch) und Konbu wird mit einem feuchten Tuch abgewischt und mit einer Schere in dünne Streifen geschnitten. Kazunoko wird in kleine Stücke geschnitten, Karotten und  Ingwer in noch kleinere und dünnere Streifen. Diese Zutaten werden mit einer einmal aufgekochten Marinade aus Sake, Sojasauce und Mirin gemischt. Mehrere Streifen Chili können zugesetzt werden. Dann wird das ganze eine Woche an einem kühlen Ort mariniert, bis es verzehrbereit ist.